# Salvatore Foti
Salvatore Foti (Palermo, 8 agosto 1988) è un allenatore di calcio ed ex calciatore italiano, di ruolo attaccante.

## Caratteristiche tecniche

### Giocatore
Era un attaccante di statura e forte nel gioco aereo, che prediligeva l'impiego come seconda punta.

## Carriera

### Giocatore

#### Club
Cresciuto nelle giovanili dell'Acireale, approda al Venezia e nell'estate 2005, dopo il fallimento della squadra veneta, si trasferisce alla Sampdoria.
Ha esordito in Serie A l'8 gennaio 2006, a 17 anni, entrando a partita in corso in Sampdoria-Livorno (0-2). Un mese dopo (in Sampdoria-Messina 4-2 del 12 febbraio) ha segnato il suo primo gol in Serie A, in questa stagione colleziona molte presenze a causa dei numerosi infortuni dei titolari, e viene paragonato in questo periodo a Zlatan Ibrahimović, guadagnandosi l'appellativo di "nuovo Ibra".
Col ritorno di molti titolari, nella stagione 2006-2007 non ha trovato spazio, perciò ha continuato a giocare nella Primavera, girone A. La società decide quindi di mandarlo in prestito per giocare e maturare esperienza: nel gennaio 2007 passa perciò al Vicenza, in Serie B, dove contribuisce insieme all'esperto Stefan Schwoch alla salvezza della formazione vicentina, mettendo a segno 6 reti nel girone di ritorno.
Nel luglio 2007 ritorna alla Sampdoria allenata da Walter Mazzarri, ma non viene mai impiegato in prima squadra, quindi a gennaio 2008 nella sessione del mercato invernale viene ceduto in prestito al Messina, in Serie B. 
Il 1º settembre 2008 passa in prestito al Treviso. in Serie B, dove realizza un gol in 19 presenze.
Il 31 luglio 2009 viene acquistato a titolo definitivo dalla Sampdoria venendo impiegato solo nella Primavera, dove gioca 10 partite mettendo a segno 10 gol.
Il 6 gennaio 2010 si trasferisce, in prestito con diritto di riscatto della metà del cartellino, al Piacenza. Il 27 marzo segna il suo primo gol con la maglia biancorossa contro il Modena, nella partita vinta per 1-0 in trasferta.
Il 31 agosto 2010 si trasferisce in prestito all'Empoli. Terminato il prestito nella società toscana, a fine stagione, ritorna in blucerchiato dove gioca per la prima volta il 29 ottobre in Nocerina-Sampdoria 4-2 subentrando a Cristian Bertani al minuto 70. Il 1º novembre in Sampdoria-Crotone 2-0 segna il secondo gol dei blucerchiati al minuto 82.
Il 3 gennaio 2012 passa in prestito al Brescia, nell'ambito dell'operazione che ha portato Berardi e Juan Antonio in blucerchiato.
Il suo esordio arriva nella partita Brescia-Nocerina 2-0 del 22 gennaio 2012; Foti, entrato al 71', dopo solo un minuto ruba un pallone ad un difensore avversario, servendo su un piatto d'argento il gol del definitivo 2-0 all'attaccante brasiliano Jonathas. Conclude la stagione con 6 presenze in campionato.
Il 10 settembre 2012, grazie alla proroga ottenuta dopo le sentenze relative al calcioscommesse, passa a titolo definitivo al Lecce, retrocesso dalla disciplinare in Prima Divisione. Il 16 settembre, all'esordio con i salentini, segna il suo primo gol in giallorosso due minuti dopo il suo ingresso in campo dalla panchina in Lecce-San Marino 2-0. Il 14 ottobre realizza la sua prima tripletta, nella partita Lecce-Virtus Entella (4-2). Dopo aver realizzato 8 gol nel girone d'andata, viene limitato da diversi infortuni e non realizza altre reti, rimanendo ai margini della prima squadra. Chiude la sua stagione con 15 presenze e 8 gol, e il 1º luglio non rinnova il contratto e rimane così svincolato.
Nel luglio 2014 firma un contratto biennale con il Chiasso allenato da Gianluca Zambrotta, squadra svizzera di Challenge League. Bloccato da un lungo infortunio al ginocchio, non scende mai in campo e nel febbraio 2015 passa in prestito breve al Balerna, militante in Seconda Lega Regionale. Dopo il ritorno al Chiasso finisce svincolato, e nel gennaio 2016 abbandona il calcio giocato a causa dei postumi degli infortuni subiti a Lecce.

#### Nazionale
È stato convocato nelle nazionali giovanili italiane in 28 occasioni, giocando 25 partite e segnando 10 gol.

### Allenatore
Dall'estate 2016, a 28 anni, entra a far parte dello staff di Marco Giampaolo alla Sampdoria con la qualifica di collaboratore tecnico. Lo segue come membro dello staff anche nelle successive esperienze al Milan nel 2019 e al Torino nel 2020, ambedue concluse con l'esonero di Giampaolo.
Il 1º gennaio 2022, a seguito dell'interruzione del rapporto di João Sacramento con la Roma, entra a far parte dello staff di José Mourinho come allenatore in seconda della squadra capitolina. A causa della squalifica dell'allenatore portoghese, siede sulla panchina della Roma da primo contro lo Spezia, in trasferta, e contro l'Atalanta, in casa, ottenendo due vittorie, entrambe con il risultato di 1-0. Nel gennaio 2023 consegue la qualifica da allenatore UEFA A a Coverciano che consente di allenare tutte le selezioni giovanili e le squadre femminili, le prime squadre fino alla Serie C oltre a poter essere tesserato come allenatore in seconda sia in Serie B che in Serie A.
Il 3 febbraio seguente dopo Roma-Cremonese 1-2 di Coppa Italia il giudice sportivo lo squalifica fino al 28 febbraio per aver rivolto agli ufficiali di gara, urlando, ripetute espressioni offensive, per avere rivolto frasi minacciose verso una dirigente della squadra avversaria, per avere proferito, dopo l’espulsione, ripetute espressioni blasfeme allontanandosi dal campo e per essersi, infine, dopo il termine della gara, posizionatosi davanti allo spogliatoio dell’arbitro, rivolto al medesimo ulteriori espressioni offensive con tono minaccioso. 

In campionato da sostituto di Mourinho in tutto ha messo insieme cinque vittorie, un pareggio e quattro sconfitte (una nel derby) mentre in Europa League nel 2023-2024, sempre per squalifica dell’allenatore portoghese, ai gironi ottiene tre vittorie consecutive contro Sheriff Tiraspol (1-2),  Servette (4-0) e Sportovní Klub Slavia Praha (2-0). Il 16 gennaio 2024 Mourinho viene esonerato insieme al suo staff.
Seguirà poi Mourinho al Fenerbahce per la stagione 2024-2025.

## Statistiche

### Presenze e reti nei club
| Stagione         | Squadra          | Campionato       | Campionato | Campionato | Coppe nazionali | Coppe nazionali | Coppe nazionali | Coppe continentali | Coppe continentali | Coppe continentali | Altre coppe | Altre coppe | Altre coppe | Totale | Totale |
| Stagione         | Squadra          | Comp             | Pres       | Reti       | Comp            | Pres            | Reti            | Comp               | Pres               | Reti               | Comp        | Pres        | Reti        | Pres   | Reti   |
| ---------------- | ---------------- | ---------------- | ---------- | ---------- | --------------- | --------------- | --------------- | ------------------ | ------------------ | ------------------ | ----------- | ----------- | ----------- | ------ | ------ |
| 2005-2006        | Sampdoria        | A                | 15         | 1          | CI              | 3               | 1               | CU                 | 0                  | 0                  | -           | -           | -           | 18     | 2      |
| 2006-gen. 2007   | Sampdoria        | A                | -          | -          | CI              | -               | -               | -                  | -                  | -                  | -           | -           | -           | -      | -      |
| gen.-giu. 2007   | Vicenza          | B                | 23         | 6          | CI              | -               | -               | -                  | -                  | -                  | -           | -           | -           | 23     | 6      |
| 2007-gen. 2008   | Sampdoria        | A                | -          | -          | CI              | -               | -               | I+CU               | 1+0                | 0                  | -           | -           | -           | 1      | 0      |
| gen.-giu. 2008   | Messina          | B                | 17         | 2          | CI              | -               | -               | -                  | -                  | -                  | -           | -           | -           | 17     | 2      |
| 2008-2009        | Treviso          | B                | 19         | 1          | CI              | -               | -               | -                  | -                  | -                  | -           | -           | -           | 19     | 1      |
| 2009-gen. 2010   | Sampdoria        | A                | 0          | 0          | CI              | 0               | 0               | -                  | -                  | -                  | -           | -           | -           | 0      | 0      |
| gen.-giu. 2010   | Piacenza         | B                | 18         | 3          | CI              | -               | -               | -                  | -                  | -                  | -           | -           | -           | 18     | 3      |
| 2010-2011        | Empoli           | B                | 18         | 3          | CI              | 1               | 0               | -                  | -                  | -                  | -           | -           | -           | 19     | 3      |
| 2011-gen. 2012   | Sampdoria        | B                | 3          | 1          | CI              | 0               | 0               | -                  | -                  | -                  | -           | -           | -           | 3      | 1      |
| Totale Sampdoria | Totale Sampdoria | Totale Sampdoria | 18         | 2          |                 | 3               | 1               |                    | 1                  | 0                  |             | -           | -           | 22     | 3      |
| gen.-giu. 2012   | Brescia          | B                | 6          | 0          | CI              | -               | -               | -                  | -                  | -                  | -           | -           | -           | 6      | 0      |
| 2012-2013        | Lecce            | 1D               | 15+3       | 8          | CI+CI-LP        | 0+2             | 1               | -                  | -                  | -                  | -           | -           | -           | 20     | 9      |
| 2014-feb. 2015   | Chiasso          | CL               | 0          | 0          | CS              | 1               | 0               | -                  | -                  | -                  | -           | -           | -           | 1      | 0      |
| feb.- giu. 2015  | Balerna          | SL               | 0          | 0          | -               | -               | -               | -                  | -                  | -                  | -           | -           | -           | 0      | 0      |
| Totale carriera  | Totale carriera  | Totale carriera  | 134+3      | 25         |                 | 6               | 2               |                    | 1                  | 0                  |             | -           | -           | 144    | 27     |